# Esteban Krause
Esteban Krause Salazar (Ancud, 28 de julio de 1959) es un ingeniero forestal y político, exgobernador provincial de Biobío y actual alcalde de la ciudad de Los Ángeles.

## Vida personal
Esteban, nacido el 28 de julio de 1959, hijo de Olga y Eduardo, creció en la ciudad sureña de Ancud, donde realizó su enseñanza media en un establecimiento de educación pública, para luego trasladarse hacia la ciudad de Valdivia y completar sus estudios universitarios, titulándose como ingeniero forestal de la Universidad Austral. 
Se encuentra casado con la profesora Sandra Martínez Muñoz, con quien tiene 4 hijos: Loreto, Camila, Fernanda y Pablo.

## Vida pública
Su trayectoria como funcionario público comienza a desarrollarse en 1988, como profesional encargado de programas en la Corporación Nacional Forestal (Conaf), asumiendo como jefe provincial de la misma entidad el año 1996. Posteriormente, el año 2000, asume el cargo de director regional de dicha institución, gestión que se vio interrumpida el 2002, cuando comienza su incesante trayectoria política, oportunidad en la que el presidente Ricardo Lagos Escobar lo nombra gobernador de la provincia de Biobío, donde le corresponde coordinar a los servicios públicos en el cumplimiento de los programas y proyectos establecidos en las políticas públicas diseñadas por la nueva administración; resolviendo los obstáculos y facilitando el proceso de inversión pública, coordinando y apoyando el trabajo de Carabineros y de la Policía de Investigaciones para garantizar el orden público y generar estrategias locales contra la delincuencia.
Lideró importantes procesos innovadores tendientes a mejorar la gestión municipal relacionados con su capacidad de obtener más recursos públicos y con mejores resultados al coordinar la asociación de municipios por territorios, además dio prioridad a proyectos tendientes a resolver iniciativas locales de infraestructura vial, educacional, social, obras públicas, entre otras. Fue el principal artífice de los primeros acercamientos del Gobierno con el pueblo pehuenche de Alto Biobío, en su conflicto con la transnacional Endesa por la instalación de dos hidroeléctricas en el sector cordillerano de la provincia.
Luego, al asumir su mandato, la presidenta Michelle Bachelet, lo ratifica en el cargo de gobernador provincial para el nuevo período 2006 - 2010. Tras concretar esta gestión, vuelve a la Conaf, y comienza a desarrollar una intensa y exitosa campaña electoral que lo lleva a asumir como alcalde de Los Ángeles el 6 de diciembre de 2012.

## Historial electoral

### Elecciones municipales de 2012
- Elecciones municipales de 2012, para la alcaldía de Los Ángeles.[2]

| Candidato                    | Pacto                          | Partido | Votos  | %     | Resultado |
| ---------------------------- | ------------------------------ | ------- | ------ | ----- | --------- |
| Esteban Krause Salazar       | Por un Chile Justo             | PRSD    | 26.744 | 43,22 | Alcalde   |
| Eduardo Borgoño Bustos       | Coalición                      | UDI     | 21.630 | 34,96 |           |
| Cristóbal Urruticoechea Ríos | Independiente (Fuera de pacto) | IND     | 10.686 | 12,27 |           |

### Elecciones municipales de 2016
- Elecciones municipales de 2016, para la alcaldía de Los Ángeles.[3][4]

| Candidato                 | Pacto                          | Partido  | Votos  | %     | Resultado |
| ------------------------- | ------------------------------ | -------- | ------ | ----- | --------- |
| Esteban Krause Salazar    | Nueva Mayoría                  | PRSD     | 27.350 | 58,65 | Alcalde   |
| Eduardo Borgoño Bustos    | Chile Vamos                    | UDI      | 14.559 | 31,22 |           |
| Julio Arredondo Espinoza  | Poder Ecologista y Ciudadano   | PEV      | 847    | 1,82  |           |
| Juan José Torres Paredes  | Independiente (Fuera de pacto) | IND      | 750    | 1,61  |           |
| Bernardo Canales Carrasco | Yo Marco por el Cambio         | IND      | 650    | 1,39  |           |
| Byron Calvert Contreras   | Chile Quiere Amplitud          | Amplitud | 580    | 1,24  |           |

### Elecciones municipales de 2021
- Elecciones municipales de 2021 para la alcaldía de Los Ángeles.[5]

| Candidato/a            | Pacto                 | Partido | Votos  | %     | Resultado |
| ---------------------- | --------------------- | ------- | ------ | ----- | --------- |
| Esteban Krause Salazar | Unidad por el Apruebo | PR      | 36.579 | 77.25 | Alcalde   |
| Bruno Vyhmeister López | Chile Vamos           | UDI     | 10.772 | 22.75 |           |